# Roberto Grau
Roberto Gabriel Grau (Buenos Aires, 18 de março de 1900 — Buenos Aires, 12 de abril de 1944) foi um enxadrista argentino e célebre didata, sendo autor de diversos tratados sobre o enxadrismo.

## Biografia
Roberto Grau aprendeu a jogar ainda criança sob a orientação do pai. Ele começou a competir aos 15 anos, chegando rapidamente à primeira categoria.
Em 1921, ganhou o Torneio Internacional de Carrasco, no Uruguai, sendo o terceiro colocado no Torneio Nacional de 1922 organizado pelo Club Argentino de Ajedrez. Foi campeão nacional da Argentina em seis ocasiões e representante olímpico no Torneio das Nações, em Paris (1924), Londres (1927), Haia (1928), Varsóvia (1935), Estocolmo (1937) e Buenos Aires (1939). Grau fundou o Círculo de Xadrez de Buenos Aires e co-fundador da Federação Internacional de Xadrez (FIDE).
Foi assistente de Alexander Alekhine em seu match pelo Campeonato Mundial contra Capablanca, em Buenos Aires, no ano de 1927.
Além de enxadrista, Grau foi jornalista e diretor das revistas especializadas "El Ajedrez Americano" e "Ajedrez Argentino", tendo sido também responsável pela seção de xadrez "Frente al Tablero" no jornal La Nación de Buenos Aires e "Entre las Torres" na revista Leoplán.
No congresso realizado em 1937, em Estocolmo, conseguiu que a sede fosse em Buenos Aires para a Olimpíada de Xadrez de 1939. O torneio foi realizado no Teatro Politeama da capital argentina; este acontecimento teve mais significado do que mero feito desportivo, porque durante o torneio teve início na Europa a Segunda Guerra Mundial, o que mudou o destino de muitos enxadristas que não puderam retornar aos seus países de origem. O caso mais notável foi o de Miguel Najdorf, de origem polonesa, que se estabeleceu na Argentina e se tornou lá a figura mais importante do xadrez na segunda metade do século XX.
Autor do lendário "Tratado Geral de Ajedrez", sem dúvida, o mais completo escrito em castelhano sobre o tema, composto em quatro volumes e foi traduzido para vários idiomas. Ainda hoje, apesar dos anos, desde a sua primeira edição, é um tratado de referência para muitos fãs que querem aprender e melhorar no xadrez.